# Presunto de Campo Maior e Elvas
O Presunto de Campo Maior e Elvas IGP e a Paleta de Campo Maior e Elvas IGP são produtos de origem portuguesa com Indicação Geográfica Protegida pela União Europeia (UE) desde 26 de setembro de 2008.

## Agrupamento gestor
O agrupamento gestor das indicações geográficas protegidas "Presunto de Campo Maior e Elvas" e "Paleta de Campo Maior e Elvas" é a ACPA - Associação de Criadores de Porco Alentejano.